# Сафронов (аал)
Сафро́нов — аал в Аскизькому районі Хакасії, входить до Єсінської сільради.

## Географія
Розташований на річці Єсь, рельєф місцевості — горяний. Відстань до райцентру — села Аскиз — 50 км, до найближчої залізничної станції Усть-Єсь — 21 км.

## Населення
Кількість господарств — 89, населення — 270 чоловік (оц. 2004), хакаси.

## Історія
Дата утворення невідома. До 30-х рр. XX ст. люди жили сеоками (родами). Пізніше вони об'єднались і було утворено один аал.

## Соціальна інфраструктура
Початкова школа, ФАП, сільський клуб, бібліотека.

## Культура
Поблизу аалу знаходиться Сафроновський могильник.